# Larmes de héros
Albums de Sortilège
Métamorphose
(1984)
Larmes de héros est le troisième album studio du groupe de heavy metal français Sortilège sorti en 1986.
Entièrement chanté en français, une version en anglais appelée Hero’s Tears a également été enregistrée pour le marché allemand,.
Comme dans les albums précédents, les textes sont en majorité inspirés par la fantasy, même si certains abordent des sujets plus graves.
Cinq titres sont réenregistrés en 2021 et figurent sur l'album Phoenix.

## Liste des titres
| No | Titre                                | Durée |
| -- | ------------------------------------ | ----- |
| 1. | La Hargne des tordus                 | 4:38  |
| 2. | Chasse le dragon                     | 4:40  |
| 3. | Le Dernier des travaux d'Hercule     | 6:57  |
| 4. | Quand un aveugle rêve                | 7:36  |
| 5. | Mourir pour une princesse            | 5:07  |
| 6. | La Montagne qui saigne               | 5:25  |
| 7. | Marchand d'hommes                    | 7:10  |
| 8. | Messager                             | 4:22  |
| 9. | La Huitième Couleur de l'arc-en-ciel | 4:53  |

Paroles Christian Augustin, musique Stéphane Dumont.

## Composition du groupe
- Christian Augustin (chant)
- Stéphane Dumont (guitare)
- Didier Demajean (guitare)
- Daniel Lapp (basse)
- Bob "Snake" Dumont (batterie)